# Nationale Bibliotheek van Azerbeidzjan
De Nationale Bibliotheek van Azaerbeidzjan (Azerbeidzjaans: Azərbaycan Milli Kitabxanası (AMK)) is de nationale bibliotheek van Azerbeidzjan in Bakoe.
Deze in 1922 opgerichte bibliotheek is vernoemd naar Mirza Fatali Akhundov.